# Yelko Pino
Yelko Pino Caride (Vigo, Pontevedra, España, 30 de octubre de 1996) es un futbolista español que juega de centrocampista en el Pontevedra C. F. en la Segunda Federación.

## Trayectoria
Formó parte de la generación de juveniles del R. C. Celta de Vigo que alcanzó la final de la Copa de Campeones celebrada en Vigo en 2013.
Subió al filial de la mano de David de Dios siendo juvenil de segundo año. Se estrenó en Segunda B con solo 16 años. Disputó un total de 32 partidos, 24 de ellos como titular, y marcó un gol en la penúltima jornada, cuando el descenso del filial a Tercera era ya una realidad.
Debutó con el primer equipo vigués en un amistoso ante el Lugo en 2012.
En septiembre de 2015, después de que se cerrase el mercado de fichajes veraniego, el Celta aseguró que había llegado a un acuerdo con el Swindon Town para cederlo a este equipo. Sin embargo, el club de la League One no pudo inscribirlo en ese momento y se esperaba que en el mes de enero sí lo hiciese, algo que no sucedió.
En enero de 2016 fue cedido al Queens Park Rangers F. C. y en julio firmó un contrato con el C. D. Lugo.
En 2017 se fue cedido a la Cultural y Deportiva Leonesa, de Segunda división, pero en el mercado de invierno, enero de 2018, el Lugo lo cedió nuevamente a la Ponferradina, equipo que jugaba en la Segunda división B. En julio del mismo año fichó por el Atlético Baleares de Segunda división B.
Tras un año sin contrato, en junio de 2020 se unió al Algeciras C. F. de Segunda División B. Quedó libre al finalizar la temporada y en septiembre de 2021 llegó al Pontevedra C. F.

## Clubes
| Club                                  | País       | Año       |
| ------------------------------------- | ---------- | --------- |
| R. C. Celta de Vigo "B"               | España     | 2013-2016 |
| Swindon Town F. C. (cedido)           | Inglaterra | 2015-2016 |
| Queens Park Rangers F. C. (cedido)    | Inglaterra | 2016      |
| C. D. Lugo                            | España     | 2016-2018 |
| Cultural y Deportiva Leonesa (cedido) | España     | 2017-2018 |
| S. D. Ponferradina (cedido)           | España     | 2018      |
| Atlético Baleares                     | España     | 2018-2019 |
| Algeciras C. F.                       | España     | 2020-2021 |
| Pontevedra C. F.                      | España     | 2021-     |